# Грейдмар
Грейдмар (давньоісл. Hreiđmar) — в скандинавській міфології чарівник, можливо карлик або велетень. Батько Отра, Фафніра та Реґіна, а також мав дочок: Люнґгейд та Лофнгейд. Фігурує в «Сазі про Вельсунгів», «Старшій Едді» та «Молодшій Едді».

## Історія Грейдмара
Грейдмар був великим та могутнім чарівником. Він володів Страхітливим Шоломом, якого боялось все живе, та мечем Гротті. Одного разу до нього на ночівлю прийшли Одін, Генір та Локі. Коли Гредмар та його сини Фафнір та Реґін дізнались, що перед тим Локі вбив їх сина та брата — Отра, вони напали на асів, захопили їх в полон та зв'язали. Аси, аби Грейдмар та його сини їх відпустили, запропонували їм виплатити стільки золота, скільки призначить сам Грейдмар. Грейдмар узяв шкіру свого сина (його було вбито у вигляді видри) й поставив умову: набити цю шкіру золотом та ще й засипати її зверху. Тоді аси відіслали Локі здобувати золото, а самі лишилися в заручниках. Локі пішов до Ран й узяв у неї риболовецькі снасті. У водоспаді Андварафорс, який знаходився в країні чорних альвів, він виловив за допомогою цих снастей карлика Андварі в образі щуки й витребував з нього його золото, яке той зберігав у печері. Карлик віддав йому все золото, але непомітно прикрив рукою золотого персня. Локі помітив це й почав вимагати віддати і його, карлик не хотів цього робити, тому що воно могло знову примножити його багатство. Тоді Локі силою відібрав його й розгніваний карлик прокляв перстень: «Золото це, / що було в Ґуста, / братам двом / погибеллю буде, / смерть вісьмом принесе героям; / багатство моє / нікому не дістанеться». Аси віддали Грейдмарові замовлену ним міру золота, набивши шкіру й засипавши її зверху, неприкритим залишилась лише волосина вусів. Одінові довелося прикрити цю волосину перснем Андварі, який він хотів залишити собі. Виплативши виру, аси покинули Грейдмара. Перед тим, як піти, Локі розповів Грейдмарові про прокляття Андварі.
Потім Фафнір та Реґін почали вимагати в батька віддати їм виру за брата, але Грейдмар не хотів з ними ділитися. Тоді Фафнір пронизав батька мечем, поки той спав. Смертельно поранений Грейдмар покликав свою дочку Люнґгейд й передбачив їй, що її онук помститься Фафнірові.